# In C
In C ist ein frühes Werk der Minimal Music, das 1964 von Terry Riley für eine beliebige Zahl unspezifizierter Aufführender komponiert wurde. Es kann als Antwort auf die abstrakten, akademisch wirkenden seriellen Techniken gesehen werden, die von Komponisten in der Mitte des 20. Jahrhunderts verwendet wurden.

## Komposition
Riley gibt eine Gruppengröße von etwa 35 als „wünschenswert“ an. Mit kleineren oder größeren Gruppen kann das Stück aber auch gespielt werden.
In C besteht aus 53 kurzen, nummerierten musikalischen Phrasen mit einer ausführlichen Spielanweisung des Komponisten: Jede Phrase kann beliebig oft wiederholt werden, jeder Musiker entscheidet selber, wann er zur folgenden Phrase übergeht. Rhythmische Verschiebungen sind erwünscht, genauso wie die Überlagerung benachbarter Phrasen. Allerdings sollten die Spieler nicht weiter als zwei bis drei Phrasen auseinander sein, und sie müssen ein gemeinsames Metrum einhalten.
Riley erlaubt (wohl auch aus praktischen Gründen) die Oktavtransposition von Phrasen und notfalls deren Auslassung, weiter führt er aus, dass auch rhythmische Augmentationen eine gute Wirkung haben können.
Wie in einigen Ausgaben der Partitur beschrieben wird, kann einer der Musiker die Note C (in Oktaven) in durchgängigen repetierten Achteln als „der Puls“ (The Pulse) spielen. 
In C hat keine bestimmte Länge; Aufführungen können von kurzer (15 Minuten) oder auch langer (mehrere Stunden) Dauer sein. Riley weist darauf hin, dass „Aufführungen durchschnittlich zwischen 45 Minuten und anderthalb Stunden dauern“. Die erste Aufnahme des Stücks wurde von elf Musikern eingespielt, die aber durch mehrfaches Overdubbing den Eindruck einer weit größeren Besetzung erzielten. 2006 wurde das Werk in der Walt Disney Concert Hall mit über 124 Musikern aufgeführt.
Das Stück beginnt mit einem C-Dur-Akkord (Phrase 1 bis 13), mit einer starken Betonung auf dem Ton e und dem f als Nebenton und Vorhalt. In der Phrase 14 erscheint zum ersten Mal ein Versetzungszeichen: fis. Das Stück scheint also nach G-Dur moduliert zu haben. Andererseits erscheint in den Phrasen 22 bis 26 eine Sekundfolge von e bis h (e–fis–g–a–h), die als e-Moll-Akkord gedeutet werden kann. In Phrase 28 erscheint zum letzten Mal ein fis, bevor in Phrase 29 erneut ein C-Dur-Akkord auftaucht. Phrase 35 ist im Vergleich zu allen anderen Phrasen tonal indifferent, da in ihr sowohl ein fis und ein b wie auch ein f und ein h erscheinen. Bis Phrase 48 bleibt das Stück allerdings in C, bevor es in Phrase 49 mit dem Auftreten des Tons b nach F-Dur moduliert. Ab Phrase 50 bis zum Schluss (53) erscheinen nur noch die Töne f–g–b, was als g7-Akkord unter Aussparung der Quinte d gedeutet werden kann. Es darf jedoch nicht vergessen werden, dass im Hintergrund ständig der „Puls“ – also das c – mitläuft.
Für den Hörer ist vor allem das polyphone Wechselspiel der verschiedenen Phrasen gegeneinander und in rhythmischen Verschiebungen interessant. Der Komponist Steve Reich war an der Uraufführung von Rileys In C beteiligt und schlug die Verwendung des Achtelpulses vor, der heute Standard für die Aufführung ist.

## Einige Aufnahmen

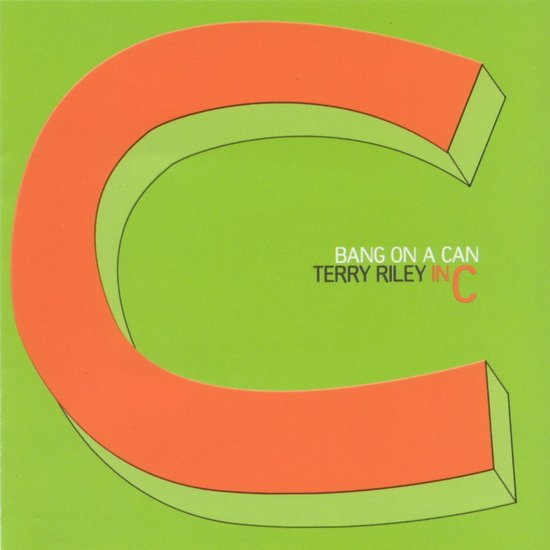
In C von Bang on a Can

Es wurden zahlreiche Aufnahmen eingespielt:
- State University Center of Creative and Performing Arts; Recorded in 1968; Sony 7178
- L’Infonie – Volume 33: Mantra; Recorded in 1970
- Shanghai Film Orchestra, Wang Yongji; Recorded in January 1989 at the Recording Studio of the Shanghai Film Industry; Celestial Harmonies 13026 (1989)
- Piano Circus(Klavier-Ensemble); Recorded in 1990; Argo 430380 (1990)
- 25th Anniversary Concert; Recorded live on January 14, 1990 at the New Music Theatre and Life on the Water, San Francisco; New Albion 71 (1995)
- Ensemble Percussione Ricerca, Eddy De Fanti; Recorded at Diamine Studio, Mestre-Venezia, Italy in 1983
- Ictus Ensemble; Recorded live on May 31, 1997 at Chapelle des Brigitines, Brussels. Slightly overdubbed at Acoustic Recording Studio, Brussels; Cypres (2006)
- Quebec Contemporary Music Society, Raôul Duguay; Recorded live on June 12, 1997 at the Salle Pierre-Mercure
- Bang on a Can; Recorded live on November 20, 1998 at the World’s Financial Center, New York; Cantaloupe 46243 (2000)
- Repetition Orchestra: Recorded live on April 20, 2000 in DOM, Moscow; (2001)
- The Styrenes; Recorded on September 21, 2000 at Unique Studio, NYC; Enja (Soulfood Music) (2002)
- Acid Mothers Temple & the Melting Paraiso U.F.O.; Recorded at FTF Studio, Indo-yo and Acid Mothers Temple; Squealer 37. (2003)
- Re-Sound; Recorded in Australia
- European Music Project, Zignorii; Recorded from 19 to 22. April 2001 at Sendesaal des Funkhauses Köln; Wergo; 2002
- Ut Gret – Recent Fossils; Recorded live at Tewligans in 2002; Ear-X-tacy Records; (2006)
- DésAccordes / d-zAkord; Recorded on November 23, 2003 at Espace Culturel du Bois Fleuri, Lormont, France; MUSEA/GAZUL GA8681.AR (2005)
- Ars Nova Copenhagen (Vokalensemble), Percurama Percussion Ensemble (Percussion), Paul Hillier; Recorded on January 17, 2005 at Focus Recording, Copenhagen; Dacapo (2006)
- Jeroen van Veen – Minimal Piano Collection; Brilliant Classics; (2007)
- Grand Valley State University New Music Ensemble In C Remixed; Innova Recordings (2009)
- The Gothenburg Combo – Guitarscapes; Version für 22 akustische Gitarren; CD bei GBG Combo (2014)
- Terry Riley, Roberto Cacciapaglia Ensemble; recorded in Ferrara at Aterforum Festival 1988: Mirumir (2015)
- Africa Express: Terry Riley’s In C Mali recorded auf afrikanischen Instrumenten mit u. a. Adama Koita, Bijou, Cheick Diallo, Damon Albarn, Brian Eno, Nick Zinner und André de Ridder.  Transgressive (2015)
- Ragazze Quartet / Slagwerk Den Haag / Kapok Four Four Three; Channel (2015)
- The Young Gods Play Terry Riley in C, Vinyl 12’’ Gatefold 2LP + 1 CD, Two Gentlemen Records (2022)